# Día Mundial de Lucha contra la Desertificación y la Sequía
El Día Mundial de Lucha contra la Desertificación y la Sequía es una jornada que se celebra anualmente el 17 de junio desde 1995, Asamblea General de las Naciones Unidas (AGNU) en 1994.

## Proclamación
El Día Mundial de Lucha contra la Desertificación y la Sequía fue establecido el 17 de junio de 1994 por la AGNU. El propósito de esta conmemoración es fomentar la conciencia pública sobre la desertificación, la degradación del suelo y los efectos de la sequía. En 2007, la Asamblea General lanzó el Decenio de las Naciones Unidas para los Desiertos y la Lucha contra la Desertificación 2010-2020 para intensificar la acción global y la cooperación.

## Celebración
El día se celebra anualmente el 17 de junio. La elección de esta fecha corresponde a la firma de la Convención de las Naciones Unidas para Combatir la Desertificación (CNULD) en 1994, enfatizando la lucha contra la desertificación como una prioridad global. Este día resalta la importancia de mantener la salud del suelo para asegurar la sostenibilidad ambiental y la seguridad alimentaria mundial. La primera celebración tuvo lugar el 17 de junio de 1995, y desde entonces, se ha conmemorado anualmente con eventos y actividades que promueven la gestión sostenible de los recursos terrestres.

## Temas
| Año  | País           | Ciudad           | Tema                                                                            |
| ---- | -------------- | ---------------- | ------------------------------------------------------------------------------- |
| 2000 | -              | -                | Sexta celebración                                                               |
| 2001 | -              | -                | Séptima celebración                                                             |
| 2002 | -              | -                | Degradación de la Tierra                                                        |
| 2004 | -              | -                | Migración y pobreza                                                             |
| 2005 | -              | -                | Mujeres y Desertificación                                                       |
| 2006 | -              | -                | La belleza de los desiertos: el desafío de la desertificación                   |
| 2007 | -              | -                | Desertificación y cambio climático: un desafío global                           |
| 2008 | -              | -                | Combatir la degradación de la tierra por una agricultura sostenible             |
| 2009 | -              | -                | Conservar la tierra y el agua = asegurar nuestro futuro compartido              |
| 2010 | -              | -                | Mejorar los suelos en un lugar mejora la vida en todas partes                   |
| 2011 | Senegal        | Dakar            | Los bosques mantienen activas las tierras secas                                 |
| 2012 | Brasil         | Río de Janeiro   | Un suelo sano sustenta tu vida: seamos neutrales en la degradación de la tierra |
| 2013 | Bélgica        | Gante            | No dejemos que nuestro futuro se seque                                          |
| 2014 | Estados Unidos | Washington D. C. | La tierra pertenece al futuro, hagámoslo a prueba del clima                     |
| 2015 | Italia         | Milán            | No existe el almuerzo gratis. Invierta en suelos saludables                     |
| 2016 | China          | Beijing          | Proteger la Tierra. Restaurar la Tierra. Involucrar a la gente                  |
| 2017 | Burkina Faso   | Uagadugú         | La degradación de la tierra y la migración                                      |
| 2018 | Ecuador        | Quito            | La Tierra es valiosa. Invierte en ella                                          |
| 2019 | Turquía        | Ankara           | Construyamos juntos el futuro                                                   |
| 2020 | Corea del Sur  | Daejeon          | Alimentos. Forrajes. Fibras                                                     |
| 2021 | Costa Rica     |                  | Restauración. Tierras. Recuperación                                             |
| 2022 | España         | Madrid           | Superando juntos las sequías                                                    |
| 2023 | Estados Unidos | Nueva York       | Mujer. Sus tierras. Sus derechos                                                |
| 2024 | Alemania       | Bonn             | Unidos por la tierra: Nuestro legado. Nuestro futuro                            |